# Kladešćica
Kladešćica – wieś w Chorwacji, w żupanii zagrzebskiej, w mieście Sveti Ivan Zelina. W 2011 roku pozostawała niezamieszkana.